# Purgatori (possessió)
Purgatori és una possessió del terme de Llucmajor, Mallorca. Està situada a la Marina de Llucmajor.
El topònim Purgatori és d'inspiració bíblica i, probablement, al·ludeix a la situació d'incomoditat del lloc.
La possessió de Purgatori està situada entre les possessions de Garonda, So n'Avall, s'Estelella i Guiameranet. Les seves terres són recorregudes pel Torrent de Garonda. El 1666 tenia 171 quarterades. El 1685 era dividida en tres parts.

## Construccions
Les cases de la possessió estan dispostes en forma d'"U". Hom hi troba l'habitatge humà que té dues crugies i dues altures. La façana principal està orientada al migjorn i presenta les obertures dispostes de forma asimètrica. A un cantó de la façana principal hi ha un rellotge de sol. S'accedeix a la planta baixa per un portal allindanat amb llindar que apareix sobre l'empremta de l'antic portal d'arc de mig punt, ve flanquejat per dues finestres allindanades amb ampit i per dos pedrissos adossats a la façana. Damunt del portal d'entrada hi ha la inscripció: «1781». El porxo presenta una sèrie de finestres allindanades. La coberta exterior és de dos aiguavessos, amb teula àrab i cornisa plana. Completen les cases diverses dependències agropecuàries: pallissa, estables, bovals, forn, graner, colomer i portasses. D'altres d'aquestes dependències es troben al costat de les cases, però aïllades: sestadors, solls i portassa. Com a instal·lació hidràulica hi ha un aljub aïllat.